# Platyplectrum
Platyplectrum (лат.) — род бесхвостых земноводных из семейства Limnodynastidae. Родовое название происходит от др.-греч. πλατυς — «широкий» и др.-греч. πληκτρον — «шпора». Обитают в центральной, северной и западной Австралии.

## Классификация
На февраль 2023 года в род включают 6 видов:
- Platyplectrum aganoposis (Zweifel, 1972)
- Platyplectrum fletcheri (Boulenger, 1890)
- Platyplectrum melanopyga (Doria, 1875)
- Platyplectrum ornatum (Gray, 1842)
- Platyplectrum platyceps (Parker, 1940)
- Platyplectrum spenceri (Parker, 1940)